# Æthilwald (évêque)
Pour les articles homonymes, voir Æthelwald.
Æthilwald, Oethilwald ou Æthelwold est un prélat anglo-saxon mort en 737 ou 740. Il est abbé de Melrose puis évêque de Lindisfarne.

## Biographie
Moine à l'abbaye de Melrose, Æthilwald y reçoit l'enseignement de Cuthbert de Lindisfarne. Il devient prieur, puis abbé de ce monastère et enfin évêque de Lindisfarne à une date inconnue avant 731. Il succède à Eadfrith, l'auteur du manuscrit richement enluminé des Évangiles de Lindisfarne, et commande à l'anachorète Billfrith la réalisation d'une reliure tout aussi précieuse pour ce livre,.
D'après Siméon de Durham, il ordonne l'érection d'une haute croix en pierre en mémoire de Cuthbert. La Vita sancti Cuthberti, hagiographie anonyme de ce dernier, présente plusieurs anecdotes que son auteur affirme tenir d'Æthilwald. Il pourrait être l'auteur ou le compilateur du Ympnarius Edilwaldi, un recueil d'hymnes attesté au XVIe siècle à l'abbaye de Fulda mais perdu depuis.
Æthilwald meurt en 737 ou en 740. Cynewulf lui succède comme évêque de Lindisfarne. Après sa mort, il est vénéré comme saint et fêté le 12 février. Ses reliques, qui ont connu les mêmes tribulations que celles de Cuthbert, sont transférées à Westminster par le roi anglais Edgar au Xe siècle. Cette translation est fêtée le 21 avril.